# Palinovići
Palinovići su naseljeno mjesto u gradu Zenici, Federacija Bosne i Hercegovine, BiH.

## Stanovništvo

### 1991.
Nacionalni sastav stanovništva 1991. godine, bio je sljedeći:
- Muslimani - 196 (64,69%)
- Srbi - 76 (25,08%)
- Hrvati - 30 (9,90%)
- Jugoslaveni - 1 (0,33%)

### 2013.
Nacionalni sastav stanovništva 2013. godine, bio je sljedeći:
ukupno: 146
- Bošnjaci - 132 (90,41%)
- Hrvati - 14 (9,59%)